# Surobidammen
Surobidammen, eller Sarobidammen, (persiska: سد سروبی) är en dammbyggnad i Afghanistan. Den dämmer Kabulfloden och ligger i distriktet Surobi i provinsen Kabul, i den nordöstra delen av landet, 60 kilometer öster om huvudstaden Kabul. Surobidammen ligger 954 meter över havet.